# Tranvik, Norrtälje kommun
Tranvik är en bebyggelse som ingår i en av SCB avgränsad tätort i Norrtälje kommun, Stockholms län. Tätorten omfattar bebyggelse i Tranvik och Kattnäs belägna norr om Syningen och Rimbo i Rimbo socken. Före 2020 klassades den som en småort av SCB namnsatt till Tranvik och Kattnäs. 2020 namnsattes den nybildade tätorten som omfattade nybebyggelse norr om den tidigare småorten av SCB till Tranvik och Ekebyholmshöjden. 2023 införlivades småorten Brohägnaden och namnet ändrades till Tranvik, Ekebyholmshöjden och Brohägnaden

## Befolkningsutveckling
| Befolkningsutvecklingen i Tranvik och Kattnäs/Tranvik och Ekebyholmshöjden 1995–2020 | Befolkningsutvecklingen i Tranvik och Kattnäs/Tranvik och Ekebyholmshöjden 1995–2020 | Befolkningsutvecklingen i Tranvik och Kattnäs/Tranvik och Ekebyholmshöjden 1995–2020 | Befolkningsutvecklingen i Tranvik och Kattnäs/Tranvik och Ekebyholmshöjden 1995–2020 | Befolkningsutvecklingen i Tranvik och Kattnäs/Tranvik och Ekebyholmshöjden 1995–2020 |
| ------------------------------------------------------------------------------------ | ------------------------------------------------------------------------------------ | ------------------------------------------------------------------------------------ | ------------------------------------------------------------------------------------ | ------------------------------------------------------------------------------------ |
|                                                                                      |                                                                                      |                                                                                      |                                                                                      |                                                                                      |
| År                                                                                   |                                                                                      |                                                                                      | Folkmängd                                                                            | Areal (ha)                                                                           |
| 1995                                                                                 | 1995                                                                                 |                                                                                      | 53                                                                                   | 17#                                                                                  |
| 2000                                                                                 | 2000                                                                                 |                                                                                      | 61                                                                                   | 18#                                                                                  |
| 2005                                                                                 | 2005                                                                                 |                                                                                      | 62                                                                                   | 19#                                                                                  |
| 2010                                                                                 | 2010                                                                                 |                                                                                      | 79                                                                                   | 20#                                                                                  |
| 2015                                                                                 | 2015                                                                                 |                                                                                      | 68                                                                                   | 27#                                                                                  |
| 2020                                                                                 | 2020                                                                                 |                                                                                      | 235                                                                                  | 39                                                                                   |
| Anm.: # Som småort.                                                                  |                                                                                      |                                                                                      |                                                                                      |                                                                                      |